# Сартори, Йозеф
Йозеф Сартори (нем. Josef Sartori, 1809—1880) — немецкий (баварский) ботаник, исследователь флоры Греции.

## Биография
Родился в Мюнхене 30 июня 1809 года.
В 1833 году прибыл в Грецию, являлся придворным аптекарем короля Оттона Греческого. До 1835 года — в Нафплионе, затем — в Афинах, занимался исследованием флоры Греции.
Впоследствии — врач при дворе короля Оттона.
В 1862 году король Оттон был свергнут, Сартори был вынужден вернуться в Германию, вновь поселившись в Мюнхене.
Скончался 15 сентября 1880 года.

## Род и некоторые виды растений, названные именем Й. Сартори
- Sartoria Boiss. & Heldr., 1849
- Alkanna sartoriana Boiss. & Heldr., 1856
- Campanula sartorii Boiss. & Heldr., 1875
- Ferulago sartorii Boiss., 1872
- Goniolimon sartorii Boiss., 1859
- Hieracium sartorianum Boiss. & Heldr., 1846
- Limonium sartorianum Erben & Brullo, 2016
- Ranunculus sartorianus Boiss. & Heldr., 1854
- Silene sartorii Boiss. & Heldr., 1856
- Veronica sartoriana Boiss. & Heldr., 1856